# Meridiano 145 oeste
El meridiano 145 oeste de Greenwich es una línea de longitud que se extiende desde el Polo Norte atravesando el océano Ártico, América del Norte, el océano Pacífico, el océano Antártico y la Antártida hasta el Polo Sur.
El meridiano 145 oeste forma un gran círculo con el meridiano 35 este.
Comenzando en el Polo Norte y dirigiéndose hacia el Polo Sur, el meridiano 145 oeste pasa a través de:
| Coordenadas                         | País, territorio o mar | Notas |
| ----------------------------------- | ---------------------- | --- |
| 90°0′N 145°0′O / 90.000, -145.000   | Océano Ártico          | |
| 73°4′N 145°0′O / 73.067, -145.000   | Mar de Beaufort        | |
| 69°59′N 145°0′O / 69.983, -145.000  | Estados Unidos         | Alaska |
| 60°25′N 145°0′O / 60.417, -145.000  | Océano Pacífico        | |
| 14°25′S 145°0′O / -14.417, -145.000 | Polinesia Francesa     | Atolón Takaroa |
| 14°30′S 145°0′O / -14.500, -145.000 | Océano Pacífico        | Pasa justo al este del atolón Takapoto, Polinesia Francesa Pasa justo al este del atolón Kauehi, Polinesia Francesa                                                                  |
| 16°6′S 145°0′O / -16.100, -145.000  | Polinesia Francesa     | Atolón Raraka |
| 16°9′S 145°0′O / -16.150, -145.000  | Océano Pacífico        | Pasa entre los atolones Faaite y Tahanea, Polinesia Francesa Pasa justo al este del atolón Kauehi, Polinesia Francesa Pasa justo al oeste del atolón Hereheretue, Polinesia Francesa |
| 60°0′S 145°0′O / -60.000, -145.000  | Océano Antártico       | |
| 75°27′S 145°0′O / -75.450, -145.000 | Antártida              | Territorio no reclamado |